# Sv. Duh (Škofja Loka, Slovenija)
Sv. Duh je naselje u slovenskoj Općini Škofji Loki. Sv. Duh se nalazi u pokrajini Gorenjskoj i statističkoj regiji Gorenjskoj. 

## Stanovništvo
Prema popisu stanovništva iz 2002. godine naselje je imalo 930 stanovnika.